# Supercopa de Italia de Voleibol
La Supercopa de Italia de voleibol (en italiano Supercoppa italiana di pallavolo maschile) es una competición entre clubes de voleibol de Italia organizada desde el año 1996 por la Federación Italiana de voleibol (Fipav) y la Lega Pallavolo Serie A.

## Formato
Se juega a partido único, generalmente en campo neutral, entre el campeón de la Serie A1 y el campeón de la Copa Italia A1 de la temporada anterior. En la eventualidad de que un mismo equipo consigue ganar tanto la Liga como la Copa, su oponente será el subcampeón de la Copa.
Hasta la edición de 2013 ese caso pasó cinco veces y siempre ganó la supercopa el equipo que logró el doblete. A partir de la edición de 2016 participan cuatro equipos y el título se entrega tras una final four: además de los campeones de Liga y Copa ganan el billete el subcampeón de la Copa y el mejor clasificado en Regular Season entre los equipos que aún non tienen derecho.

## Historial
Leyenda: (L)= Campeón de Liga; (C)= Campeón de Copa; (S)= Subcampeón de Copa 
| Año          | Sede                                   | Campeón                  | Risultado                               | Subcampeón              |
| ------------ | -------------------------------------- | ------------------------ | --------------------------------------- | ----------------------- |
| 1996         | Cuneo Palasport di Cuneo               | PV Cuneo (C)             | 3-1 (15-12, 15-7, 11-15, 15-11)         | Sisley Treviso (L)      |
| 1997         | Nápoles PalaArgento                    | Pallavolo Modena (L) (C) | 3-1 (7-15, 15-11, 15-8, 15-13)          | PV Cuneo (S)            |
| 1998         | Villorba PalaVerde                     | Sisley Treviso (L)       | 3-0 (15-6, 15-12, 15-12)                | Pallavolo Modena (C)    |
| 1999         | Trieste PalaTrieste                    | PV Cuneo (C)             | 3-1 (25-21, 25-19, 23-25, 25-19)        | Sisley Treviso (L)      |
| 2000         | Rieti PalaSojourner                    | Sisley Treviso (C)       | 3-0 (25-22, 25-20, 25-20)               | Roma Volley (L)         |
| 2001         | Favara Palasport Antonio Giglia        | Sisley Treviso (L)       | 3-0 (28-26, 25-23, 25-22)               | Lube Macerata (C)       |
| 2002         | Modena PalaPanini                      | PV Cuneo (C)             | 3-0 (25-18, 25-20, 25-15)               | Pallavolo Modena (L)    |
| 2003         | Rávena PalaDeAndré                     | Sisley Treviso (L)       | 3-1 (25-18, 19-25, 25-11, 25-21)        | Lube Macerata (C)       |
| 2004         | Roseto degli Abruzzi PalaMaggetti      | Sisley Treviso (L) (C)   | 3-0 (25-19, 27-25, 25-15)               | PV Cuneo (S)            |
| 2005         | Milano Palalido                        | Sisley Treviso (L) (C)   | 3-0 (25-17, 25-23, 27-25)               | Vibo Valentia (S)       |
| 2006         | Pesaro Adriatic Arena                  | Lube Macerata (L)        | 3-0 (18-25, 25-21, 25-18, 25-21)        | PV Cuneo (C)            |
| 2007         | Trieste PalaTrieste                    | Sisley Treviso (L) (C)   | 3-0 (25-19, 25-19, 25-19)               | M.Roma Volley (S)       |
| 2008         | Firenze Nelson Mandela Forum           | Lube Macerata (C)        | 3-0 (36-34, 25-19, 25-19)               | Trentino Volley (L)     |
| 2009         | Frosinone Palasport Città di Frosinone | Volley Piacenza (L)      | 3-2 (25-19, 24-26, 20-25, 25-20, 20-18) | Lube Macerata (C)       |
| 2010         | Turín PalaRuffini                      | PV Cuneo (L)             | 3-0 (25-20, 25-23, 25-22)               | Trentino Volley (C)     |
| 2011         | Cagliari PalaRockefeller               | Trentino Volley (L)      | 3-1 (25-22, 25-20, 18-25, 25-20)        | PV Cuneo (C)            |
| 2012         | Modena PalaPanini                      | Lube Macerata (L)        | 3-2 (25-23, 19-25, 28-26, 20-25, 15-11) | Trentino Volley (C)     |
| 2013         | Trento PalaTrento                      | Trentino Volley (L) (C)  | 3-0 (25-23, 25-23, 25-21)               | Lube Macerata (S)       |
| 2014         | Brindisi PalaPentassuglia              | Lube Macerata (L)        | 3-2 (25-15, 26-24, 20-25, 18-25, 15-12) | Volley Piacenza (C)     |
| 2015         | Modena PalaPanini                      | Pallavolo Modena (C)     | 3-2 (35-37, 25-23, 25-23, 23-25, 15-11) | Trentino Volley (L)     |
| 2016         | Modena PalaPanini                      | Pallavolo Modena (L) (C) | 3-2 (25-22, 19-25, 25-22, 24-26, 17-15) | Sir Safety Perugia      |
| 2017         | Civitanova Marche Eurosuole Forum      | Sir Safety Perugia       | 3-1 (25-20, 22-25, 25-17, 28-26)        | Lube Civitanova (L) (C) |
| 2018         | Perusa Pala Barton                     | Pallavolo Modena         | 3-2 (25-23, 25-19, 16-25, 18-25, 15-8)  | Trentino Volley         |
| 2019 Detalle | Civitanova Marche Eurosuole Forum      | Sir Safety Perugia (C)   | 3-2 (27-25, 23-25, 25-23, 18-25, 15-12) | Pallavolo Modena        |
| 2020 Detalle | Verona AGSM Forum                      | Sir Safety Perugia       | 3-2 (25-22, 23-25, 19-25, 25-19, 14-16) | Lube Civitanova (C)     |
| 2021 Detalle | Civitanova Marche Eurosuole Forum      | Trentino Volley          | 3-1 (25-11, 25-21, 31-33, 25-14)        | Vero Volley Monza       |

## Títulos por club
| Club               | Títulos                                      | Derrotas                               |
| ------------------ | -------------------------------------------- | -------------------------------------- |
| Sisley Treviso     | 7 (1998, 2000, 2001, 2003, 2004, 2005, 2007) | 2 (1996, 1999)                         |
| PV Cuneo           | 4 (1996, 1999, 2002, 2010)                   | 4 (1997, 2004, 2006, 2011)             |
| Lube Civitanova    | 4 (2006, 2008, 2012, 2014)                   | 6 (2001, 2003, 2009, 2013, 2017, 2020) |
| Pallavolo Modena   | 4 (1997, 2015, 2016, 2018)                   | 3 (1998, 2002, 2019)                   |
| Sir Safety Perugia | 3 (2017, 2019, 2020)                         | 1 (2016)                               |
| Trentino Volley    | 3 (2011, 2013, 2021)                         | 5 (2008, 2010, 2012, 2015, 2018)       |
| Volley Piacenza    | 1 (2009)                                     | 1 (2014)                               |
| Roma Volley        | -                                            | 1 (2000)                               |
| Vibo Valentia      | -                                            | 1 (2005)                               |
| M.Roma Volley      | -                                            | 1 (2007)                               |
| Vero Volley Monza  | -                                            | 1 (2021)                               |